# Aquarelle.com Group
Aquarelle.com Group (Le Groupe Aquarelle) est une holding dont la participation majeure est une entreprise française de commerce en ligne spécialisée dans la livraison de fleurs : Aquarelle.com. Elle est détenue en majorité par les fondateurs, deux frères, Henri et François de Maublanc. Son siège social est basé en région parisienne dans la commune de Levallois-Perret.
Le groupe commercialise, sous la marque Aquarelle, ses propres bouquets de fleurs réalisés dans ses manufactures situées à Brasseuse, (Oise), en France et à Madrid, en Espagne. La livraison est opérée par des sociétés de livraison dans plusieurs pays d'Europe. Grâce à une prise de participation et un partenariat avec le réseau 123fleurs fondé en 1999 par Frédéric Guffroy et Patricia Van Nieuwenhuyse, le groupe peut aussi fournir des bouquets réalisés par un réseau de 2 500 artisans fleuristes et livrés le jour même partout en France et dans le monde entier.
Le groupe emploie environ 150 personnes.

## Historique
Les frères Henri et François de Maublanc ouvrent à Rennes en 1987 la première boutique de fleurs Aquarelle. Pendant une décennie, ils développent petit à petit un réseau succursaliste de fleuristes qui est présent dans les centres-villes de plusieurs villes françaises. En 1990, ils lancent un deuxième réseau sous la marque Au nom de la rose, réseau succursaliste qui accueillera également des franchisés.
Avec environ 60 magasins sous ces deux marques, le groupe acquiert une expérience et un savoir-faire dans le métier de fleuristes et en particulier dans la connaissance des demandes des clients, notamment ceux qui utilisent la transmission florale, globalement connue sous le nom d'Interflora. En 1996, dans un marché difficile et très concurrentiel, le réseau succursaliste s’essouffle un peu, et, dans le même temps, les premiers sites internet marchands font leur apparition. Les deux frères décident de se lancer sur ce nouveau marché, plus particulièrement pour transformer le marché de la transmission florale considéré par de nombreux clients comme utile et indispensable, mais relativement cher et peu fiable sur le produit livré.
Le site internet Aquarelle.com est lancé en 1997, il propose la livraison de fleurs en France avec une innovation majeure : il garantit au client que le produit livré sera le même que celui qui a été choisi sur le site internet, et, il en fait la preuve en prenant chaque bouquet fabriqué en photo, photo envoyée par e-mail au client.
Dans le même temps la quasi-totalité des boutiques est fermée. Sur les vingt-deux boutiques créées, seule celle de Paris, située avenue Hoche existe encore aujourd'hui. À partir de 1999, Aquarelle.com Group commence son développement en Europe.
En 2001, Aquarelle décide d'installer ses manufactures à Brasseuse, village de l'Oise. Le groupe rachète et restaure à l'identique une ancienne distillerie de la fin du 19e siècle,. La même année, le groupe reçoit pour cette restauration le deuxième prix du concours de l'immobilier d'entreprise de l'Oise, le Prix Chambiges, organisé par le Conseil Général et la Sémoise.
DirectPanel, institut d'études et de marketing en ligne, publie un sondage d'opinion en 2003 sur les clients de 60 sites français de vente en ligne. Aquarelle.com finit premier suivi par d'autres pure players. En termes de satisfaction globale, les internautes attribuent une note de 4,32 sur 5 au fleuriste en ligne et 45,5 % sont des clients très satisfaits.
La marque Aquarelle a acquis depuis 2014 sa propre extension de marque. Son usage débute deux ans plus tard avec la création des sites corporate.aquarelle et equitable.aquarelle.
Grâce à une prise de participation et un partenariat avec le réseau de fleuristes français 123fleurs qui débute en 2015,, le groupe peut proposer de nouveaux services à ses clients comme la livraison de fleurs de deuil, la livraison le dimanche et les jours fériés, ainsi que la livraison de fleurs dans le monde entier grâce à un réseau de sites partenaires. En janvier 2017, le groupe poursuit sa croissance en rachetant le réseau de fleuristes espagnol Teleflora[réf. nécessaire].

## Activités
À l’origine, Aquarelle.com Group est spécialisée dans la livraison de fleurs.
À partir de 2005, l’entreprise commence à élargir sa gamme de produits :
- Livraison de fleurs (depuis 1997)[7]
- Livraison de fleurs et chocolats (depuis 2005)
- Livraison de fleurs et coffrets cadeaux (depuis 2009)
- Livraison de fleurs et bougies parfumées (depuis 2012).

## Présence à l’international
Le groupe Aquarelle propose ses services dans différents pays au travers de ses filiales et partenariats : France, Belgique, Luxembourg, Pays-Bas, Allemagne, Grande-Bretagne, Espagne, États-Unis via une prise de participation et un partenariat avec Ode à la Rose, et Suisse via une prise de participation et le partenariat avec Daily-flowers. Le partenariat avec la société 123fleurs permet au groupe d’être présent en France d'outre-mer ainsi que dans les autres pays du monde.

## Analyse
Différentes stratégies marketing existent dans le commerce en ligne, Aquarelle.com fait partie des pure players français dont font partie Fromages.com, Chateauonline.com, France-Gourmet.com. Les pure players ou encore les click and order se concentrent exclusivement sur le commerce électronique avec une offre de produits et services larges pour concurrencer le circuit classique du commerce de détail. Les plus célèbres de cette catégorie sont Amazon et eBay.
D'un point de vue stratégique, Aquarelle.com a délibérément fait le choix d'un contrôle de gestion interne de sa chaîne logistique : gestion des stocks de matières premières, assemblage des commandes, emballage des bouquets,... ce qui lui permet d'en supporter les coûts fixes. Seul, le transport est complètement délégué auprès de prestataires de services. Pour lisser ses coûts logistiques et maintenir ses marges, Aquarelle.com limite le choix de ses assortiments de bouquets, à seulement deux douzaines environ.
Une des forces de la société Aquarelle.com est de permettre à ses clients de personnaliser le message accompagnant le bouquet de fleurs qu'ils souhaitent envoyer. Cette personnalisation se fait à plusieurs niveaux : possibilité d'envoyer un message "écrit" mais également de télécharger une photo qui sera imprimée et envoyée avec le message. Une des fragilités potentielles de l'entreprise est de passer par des sous-traitants pour les livraisons. Les tarifs de ces dernières sont perçus comme élevées par les internautes consommateurs. On constate néanmoins qu'avec le développement considérable du e-commerce les solutions de livraisons sont de plus en plus efficaces.
Avec l'évolution et l'extension de sa gamme de produits, - fleurs, petites plantes, chocolats, gourmandises, bougies, coffrets-cadeaux -, la société a pu développer plus rapidement son chiffre d'affaires et la diversification proposée lui a permis de mieux étaler ses ventes dans l'année. Pour conquérir de nouveaux clients, la société mise entre autres sur une stratégie de parrainage.
Des études de marché montrent que pour qu'un consommateur ait une attitude favorable envers une annonce commerciale, il semble nécessaire que la teinte des couleurs dominantes et dynamiques du site web marchand soit chromatique et pas systématiquement noir et blanc. Cette approche est appliquée sur Aquarelle.com qui est reconnu pour être l'un des sites marchands leaders en terme du nombre de transactions financières et du chiffre d’affaires par l’ACSEL.

## Controverses

### Procès contre Réseau Fleuri
La société Réseau Fleuri, un concurrent d'Aquarelle, fait de la vente de fleurs en ligne au travers du site internet florajet.com. Après avoir fait constaté par huissier de justice à quatre reprises que Réseau Fleuri avait utilisé, après retouches mineures, des photographies de compositions florales extraites du site aquarelle.com, le 11 juin 2014, le groupe intente un procès à Réseau Fleuri pour contrefaçon de droits d’auteur et subsidiairement en concurrence parasitaire, devant le tribunal de grande instance de Paris.
Le 29 janvier 2016, le tribunal rend son verdict et conclut que les photographies ne peuvent pas bénéficier de la protection au titre du droit d’auteur parce qu'elles représentent des bougainvilliers, des pivoines, des roses et des orchidées à deux tiges, et ne sont pas originales. Le plaignant n'a donc pas qualité à agir en contrefaçon. De plus, aucune démonstration de faits de concurrence parasitaire n'est apportée. Le tribunal déboute la société Aquarelle.com de ses demandes et la condamne à verser à Réseau Fleuri la somme de 4 000 euros et les dépenses de l'avocate qui les a défendus. Aquarelle.com fait appel de ce jugement. Le 15 septembre 2016, le second verdict rendu confirme le premier et la somme à verser à Réseau Fleuri passe à 5 000 euros.

### Pesticides dans les roses
En 2017, à l'approche de la fête de la Saint-Valentin le magazine 60 millions de consommateurs publie une étude sur la présence de pesticides dans les roses. Il affirme que ces substances chimiques sont présentes dans l'intégralité des fleurs vendues par les dix grandes enseignes ciblées dans l'étude, dont fait partie Aquarelle. Des analyses en laboratoire, sur des bouquets achetés, sont menées à la recherche de produits destinés à l'engrais, de fongicide, d'insecticide ou encore d'acaricide. Un questionnaire sur les conditions sociales et environnementales de production est également envoyé aux sociétés. Le bouquet de roses rouge de la société Aquarelle est celui qui se sort le mieux de cette étude. Il ne contient que « trois substances contestables, mais autorisées » et un fongicide interdit en France,.

## Communication

### Commerce équitable
Depuis le 12 avril 2016, à l'image du groupe Système U, Aquarelle s'engage à ce que leurs roses en provenance d'Afrique de l'Est soient labellisées Fairtrade Max Havelaar,,,. Depuis plus de dix ans, l'entreprise travaille avec les fermes horticoles Wildfire et The Flowers Hub au Kenya et Rosa Plaza en Éthiopie. Cet engagement s'effectue sans hausse de prix pour le consommateur,. Ce label de qualité est l'un des plus répandus dans le commerce équitable. Il certifie que les fleurs sont produites dans le respect des normes environnementales et sociales. Une prime de 10 % est versée au comité de gestion de la prime de développement Fairtrade, constitué de travailleurs élus dans chaque ferme. Cette prime est consacrée à la mise en place de projets destinés à la communauté des travailleurs (écoles, bourses, etc.),.

### Sponsoring
Aquarelle a sponsorisé des skippers, comme Simoné Bianchetti et Yannick Bestaven lors d’évènements majeurs : le Vendée Globe, la course du Figaro, la Solidaire du Chocolat, la Mini Transat et la Transat Jacques Vabre. Cette dernière course est remportée par Yannick Bestaven en 2011 sur le bateau "Aquarelle.com".
Le groupe sponsorise également des festivals de musique comme le Festival de Pâques et le Festival d’août qui se déroulent à Deauville en France et le Festival des 1001 Notes qui a lieu en été dans le Limousin.